# Cksum
cksum是一种检查文件或者数据流校验和的类Unix命令。cksum读入在他的参数里声明的所有文件，或者标准输入流。如果没有提供文件，则输出文件的循環冗余校驗（CRC）校验码和文件的字节个数。

## 通用性
标准的cksum命令在大部分类Unix(包括GNU/Linux,Debian,Ubuntu,Solaris,*BSD)都可以找到。他不是那么兼容CRC32文件算法。

## 语法
```
cksum
 
[
 
文件
|
输入流
 
...
 
]

```

## 例子
```
$
 
cksum
 
test.txt

4038471504
 
75
 
test.txt

```

4038471504返回了text.txt的checksum值,而75返回了它的大小。

## 扩展链接
- cksum: write file checksums and sizes – 命令与工具（Commands & Utilities）参考，单一UNIX®规范第7期，由國際開放標準組織发布
- cksum/ - 全面的cksum代码，附带Makefile，使用 C